# Sellos nacionales de Japón
Los sellos nacionales de Japón comprenden los siguientes emblemas utilizados con el propósito de autenticación por parte del Emperador y el gobierno de Japón:
- El Emblema del Gobierno de Japón (también llamado Emblema de la flor Paulownia)
- El Emblema imperial de Japón (también llamado Emblema de la flor de crisantemo)
- El Sello real de Japón.
- El Sello estatal de Japón (también llamado Gran sello de Japón)

## Galería

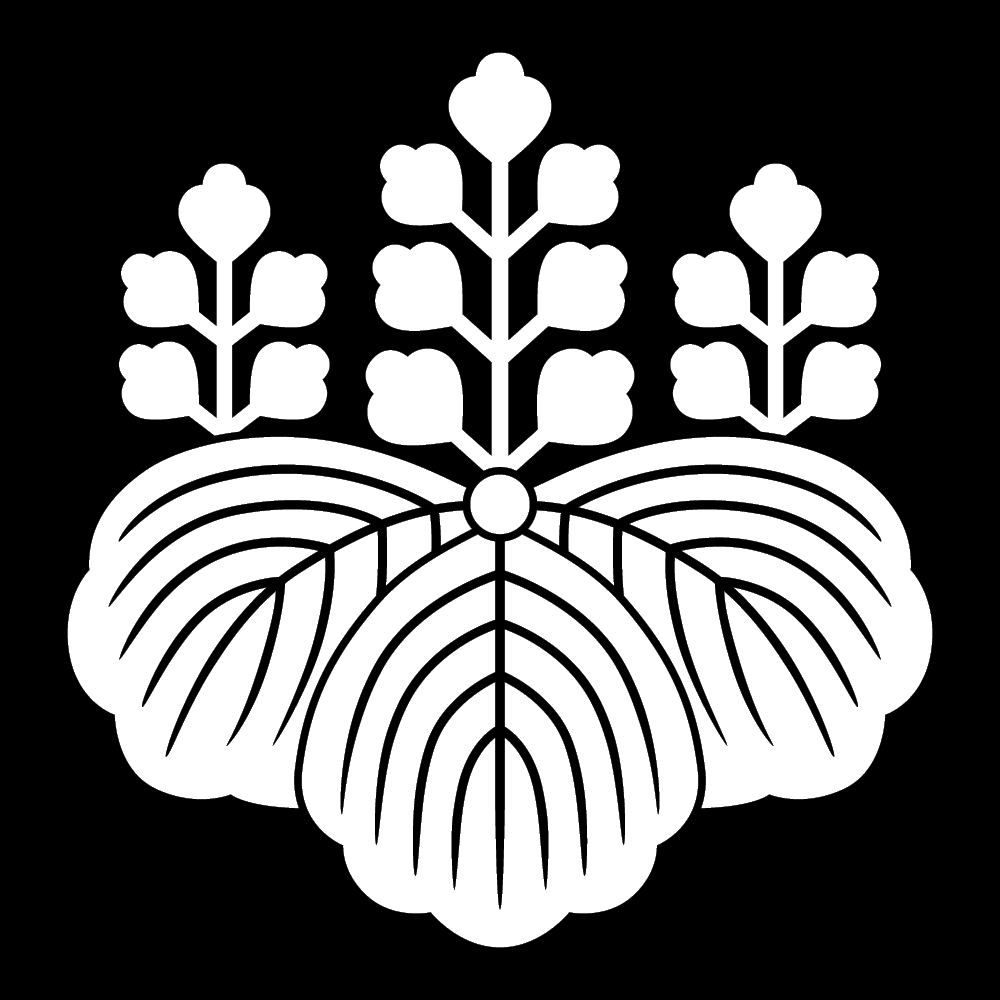
Emblema del Gobierno de Japón
Emblema imperial
Sello real
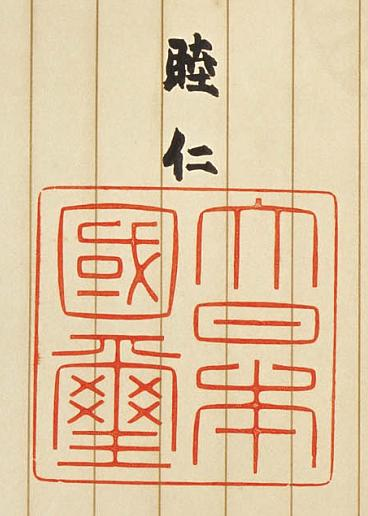
Sello estatal